# Jutro Meksyk
Jutro Meksyk – polski film psychologiczny z 1965 roku w reżyserii Aleksandra Ścibor-Rylskiego.

## Główne role
- Zbigniew Cybulski - trener Paweł Jańczak
- Joanna Szczerbic - Majka Plater
- Teresa Szmigielówna - Wanda, kierowniczka kawiarni w ośrodku, kochanka Jańczaka
- Tadeusz Schmidt - Godlewski, kierownik ośrodka sportowego
- Jacek Domański - Bronek, chłopak Majki
- Tadeusz Gwiazdowski - prezes
- Zygmunt Kęstowicz - dziennikarz (głos - Witold Pyrkosz)
- Wacław Kowalski - Fruńka, pracownik ośrodka sportowego
- Leon Niemczyk - sędzia i działacz sportowy
- Andrzej Olszański - Konrad Werner, były podopieczny Jańczaka
- Józef Pieracki - sędzia na mistrzostwach
- Alicja Sędzińska - sekretarka na mistrzostwach

## Fabuła
Paweł Jańczak, były trener kadry olimpijskiej skoczków do wody, zostaje pozbawiony prawa do wykonywania zawodu. Trafia na prowincję, gdzie prowadzi szkółkę dla dzieci. Poznaje tam Majkę, w której odkrywa wielki talent. Narzuca jej morderczy trening. Tymczasem Majka poznaje Konrada, wychowanka Jańczaka, który w momencie decydującego skoku uległ wypadkowi i został kaleką. Majka chce się wycofać, ale Jańczak jej nie pozwala. Niedługo mają rozpocząć się Letnie Igrzyska Olimpijskie 1968 w Meksyku.